# Violin Sonata
Violin Sonata to drugi album skrzypka Davida Garretta wydany w 1995 roku.

## Lista utworów
1. Sonata for Violin and Piano No.5 in F, Op.24 ""Spring"" - 1. Allegro (Beethoven)
2. Sonata for Violin and Piano No.5 in F, Op.24 ""Spring"" - 2. Adagio molto espressivo (Beethoven)
3. Sonata for Violin and Piano No.5 in F, Op.24 ""Spring"" - 3.Scherzo, Alegro molto (Beethoven)
4. Sonata for Violin and Piano No.5 in F, Op.24 ""Spring"" - 4. Rondo, Allegro ma non troppo (Beethoven)
5. Partita for Violin Solo No.2 in D minor, BWV 1004 - 1. Allemanda  (Bach)
6. Partita for Violin Solo No.2 in D minor, BWV 1004 - 2. Corrente (Bach)
7. Partita for Violin Solo No.2 in D minor, BWV 1004 - 3. Sarabanda (Bach)
8. Partita for Violin Solo No.2 in D minor, BWV 1004 - 4. Giga (Bach)
9. Partita for Violin Solo No.2 in D minor, BWV 1004 - 5. Ciaccona (Bach)
10. Adagio for Violin and Orchestra in E, K.261 - Adagio (Mozart)